# 鐵匠

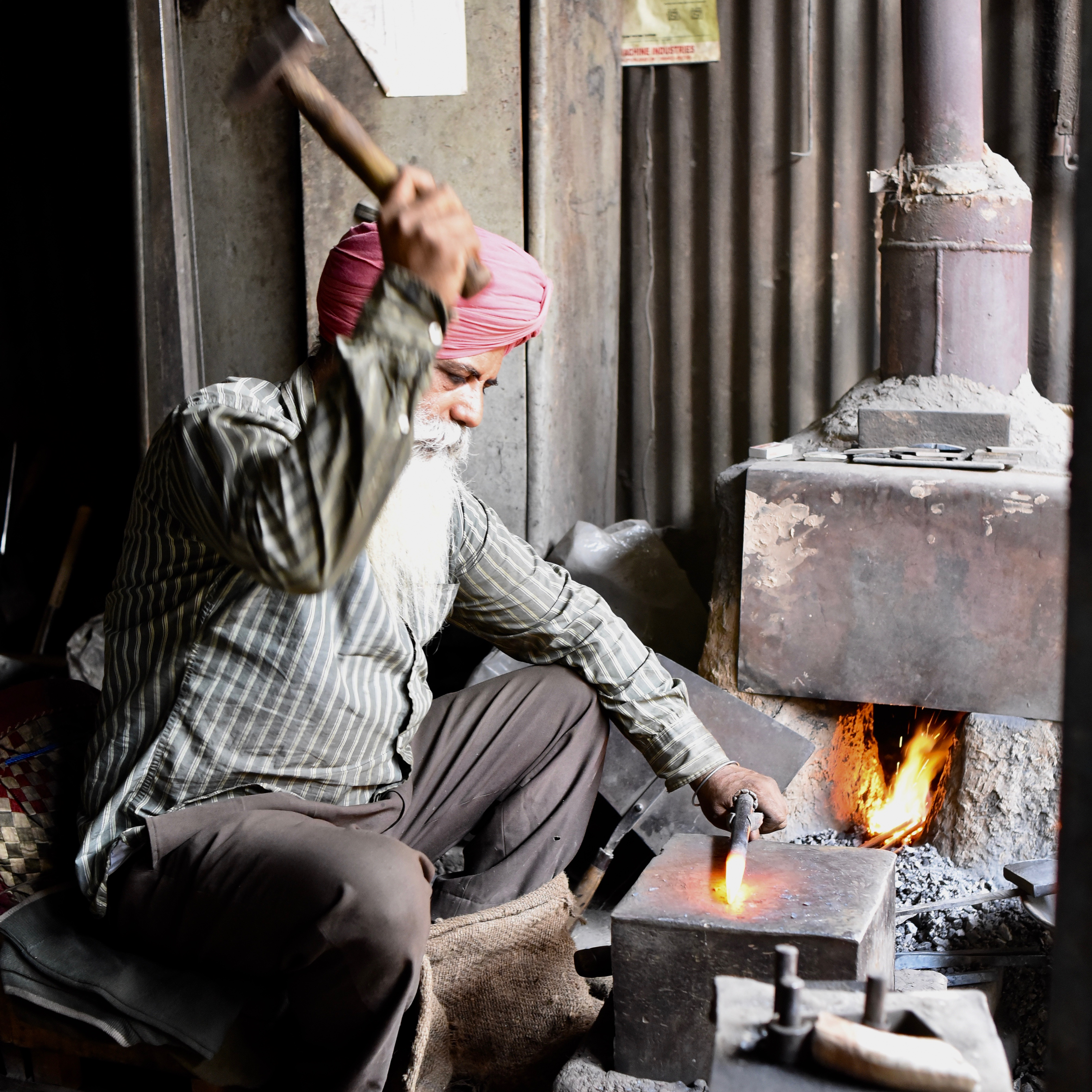
一名铁匠正在打铁

铁匠，為一种职业，使用钢铁制作物品，工作场称为铁匠铺；产品包括炊具、农具、武器及装饰品等，常见工具包括锤子、锯及钳子等。
铁匠制作产品的加工方法包括熔炼、切割、铸造、锻造及焊接等。铁匠通常有徒弟，徒弟不但学习手艺，同时亦帮助师傅的劳动工作。古时候的铁匠通常使用炉子加热原材料，使到铁达到红热状态，然后放在砧板上用锤子敲击，使之成为所需要的形状。今日，工厂与机床渐渐取代了传统的劳作方式。